# كولينسفيل (كونيتيكت)
كولينسفيل (بالإنجليزية: Collinsville, Connecticut)‏ هي إحدى المناطق التاريخية في الولايات المتحدة وأماكن مخصصة للتعداد تقع في الولايات المتحدة في كونيتيكت.

## أعلام
- أرشيبالد فنسنت أرنولد